# Offeranod

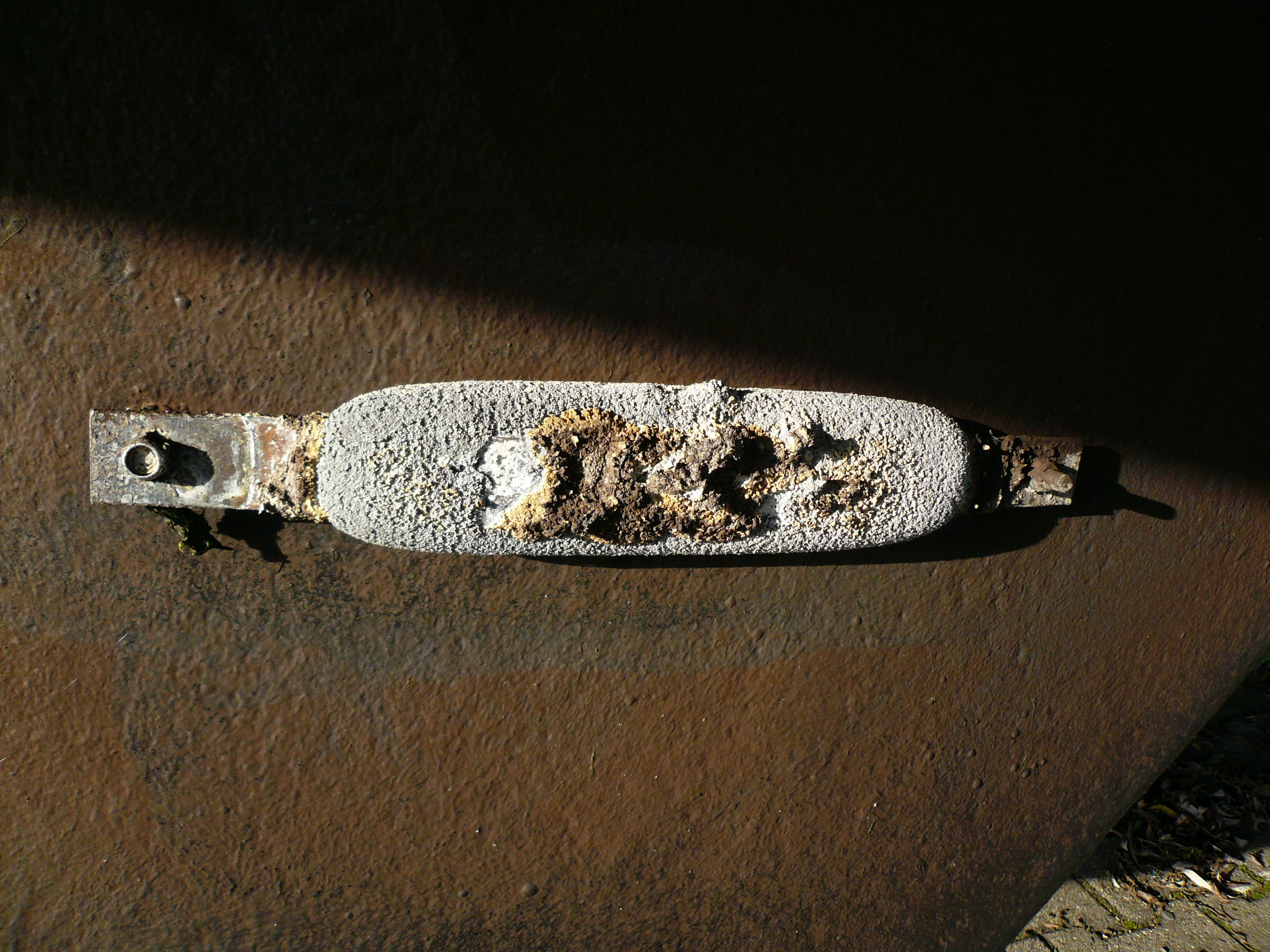
Offeranod på ett skeppsskrov.

Offeranod är en bit av oädel metall som fästs på metallytor för att skydda från korrosion. Offeranoden måste vara av mindre ädel metall än metallytan man skyddar, då korroderar offeranoden istället för den ädlare metallen, det vill säga den som befinner sig längre upp i den elektrokemiska spänningsserien. Ett exempel på en metall som utnyttjas i offeranoder är zink för att skydda stål (järn). 